# Los Toldos (Salta)
Los Toldos ist ein Ort im Departamento Santa Victoria im äußersten Nordwesten der Provinz Salta in Argentinien, etwa 15 km südlich der Grenze zu Bolivien. Los Toldos ist der Verwaltungssitz der gleichnamigen Gemeinde Los Toldos. Im Jahr 2001 hatte der Ort etwa 750 Einwohner. Los Toldos verfügt über ein Krankenhaus, Internet-Cafés und ein Mobilfunknetz.

## Wirtschaft
Der Ort lebt von Ziegen- und Schafzucht, vom Anbau von Mais und Bohnen sowie vom Tourismus durch Besucher des Naturschutzgebietes Nogalar de Los Toldos und des nahe gelegenen Nationalparks Baritú.

## Verkehr
Los Toldos konnte lange Zeit von anderen Regionen Argentiniens mit Landfahrzeugen nur über das Nachbarland Bolivien erreicht werden. Inzwischen gibt es eine Möglichkeit, Los Toldos mit geländegängigen Fahrzeugen innerhalb Argentiniens zu erreichen: Am 9. Juli 2020 wurde die Verlängerung der Straße Ruta Provincial 7 zwischen Santa Victoria und Los Toldos fertiggestellt.

### Zugang über Bolivien
Von der 180 km entfernten Stadt Orán aus führt der Weg über die Ruta Nacional 50 bis nach Aguas Blancas; von dort aus zur bolivianischen Stadt Bermejo und dann auf der Ruta 1 bis La Mamora; daran anschließend wieder auf argentinisches Territorium auf der Ruta Nacional 19 über den Ort El Condado bis nach Los Toldos. 
Zwischen Los Toldos und Orán verkehrt zweimal pro Woche (montags und donnerstags, jeweils um 15 Uhr) ein Minibus.

## Klima
Das Klima ist subtropisch bis tropisch mit Jahresniederschlägen von etwa 2000 mm. Die Durchschnittstemperaturen im Sommer betragen 24 °C, maximal werden etwa 30 °C erreicht. Im Winter sinken die Temperaturen auf durchschnittlich 14 °C. In den höheren Lagen fällt im Winter Schnee.

## Infektionskrankheiten
In dem Gebiet kommen die Tropenkrankheiten Gelbfieber, Dengue, Leishmaniose und Malaria sowie das durch Nagetiere übertragene Hantavirus vor.

## Geschichte
Die Gegend um den Ort Los Toldos wurde im ausgehenden siebzehnten Jahrhundert nach und nach von spanischen Landwirten besiedelt.